# Departamento de Menchum
Menchum es un departamento de la región Noroeste de Camerún. En noviembre de 2005 tenía una población censada de 161 998 habitantes.
Está formado por los siguientes municipios:
- Fungom 58,666
- Furu-Awa 13,997
- Menchum Valley 50,235
- Wum 39,100